# Gospodin direktor flirtuet
Gospodin direktor flirtuet (Господин директор флиртует) è un film del 1914 diretto da Aleksandr Alekseevič Chanžonkov.